# Macrophoma macrosperma
Macrophoma macrosperma är en svampart som först beskrevs av Petter Adolf Karsten, och fick sitt nu gällande namn av Berl. & Voglino 1886. Macrophoma macrosperma ingår i släktet Macrophoma och familjen Botryosphaeriaceae.   Inga underarter finns listade i Catalogue of Life.